# 马克·诺布尔 (草地滚球运动员)
马克·诺布尔（英語：Mark Noble，1962年9月30日—），新西兰男子草地滚球运动员。他曾代表新西兰参加2014年和2018年英联邦运动会草地滚球比赛，获得二枚银牌。